# 176981 Anteradonic
176981 Anteradonic è un asteroide della fascia principale. Scoperto nel 2002, presenta un'orbita caratterizzata da un semiasse maggiore pari a 3,0157413 au e da un'eccentricità di 0,1323514, inclinata di 12,50699° rispetto all'eclittica.